# Pokémon X og Y
Pokémon X (ポケットモンスター エックス Poketto Monsutā Ekkusu) og Pokémon Y (ポケットモンスター ワイ Poketto Monsutā Wai) er rollespil fra 2013 udviklet af Game Freak, udgivet af The Pokémon Company, og distribueret af Nintendo til Nintendo 3DS. De er den første spil af Pokemon-kerneseriens sjette generation. De blev oprindeligt annonceret i januar 2013 af den tidligere Nintendo-formand Satoru Iwata gennem et særligt Nintendo Direct, og Pokémon X og Pokémon Y blev udgivet i hele verden den 12. oktober 2013, hvilket gør dem til de første fysiske spil, som er blevet udgivet samtidigt i hele verden.
Som i forrige iterationer af serien følger begge spil en ung Pokémontræner og deres venners rejse, som de er i færd med at træne Pokémon. Denne gang foregår spillene i Kalos-regionen—baseret på Frankrig—med det formål at forpurre den kriminelle organisations planer, alt imens at man kæmper i Pokémon Gyms for at vinde otte emblemer, så man kan udfordre Pokémon-ligaen og blive Pokémonmester. X og Y introducerede 72 nye Pokémon-arter og inkluderede nye features, så som den nye Fe-type, brugerdefineret påklædning, opdaterede kamp- og træningsmekaniker, og 3D-grafik, i kontrast til de tidligere generationer, som vare sprite-baseret. En ny slags udvikling kendt som "Megaudvikling" lader spillerne midlertidigt udvikle adskillige fuldt udviklede Pokémon-arter med 30 af disse nye udviklinger i spillene. Begge titler er uafhængige af hinanden, men har generelt det samme plot, og mens at begge spil kan spilles separat af hinanden, så er det nødvendigt at bytte mellem de to, for at fuldende spillenes Pokédex.
X og Y modtog positive anmeldelser fra kritikere, som roste spillenes innovationer og fremgang i gameplay, som udviklerne tilføjede til spillene. Spillenes udseende og overgang til 3D-modeller faldt i god jord med kritikere, mens at spillenes historie modtog kritik. Spillene, som havde skabt høje forventninger, var kommercielt succesfulde og solgte over fire millioner eksemplarer verden over den første weekend, som slog deres forgængere Pokémon Black og Whites rekord, hvilket gjorde dem til Nintendo 3DS'ens hurtigst sælgende spil. Fra og med 31. marts 2020 har de sammenlagt solgt 16,45 eksemplarer og er derfor det andet bedstsælgende spil på konsollen efter Mario Kart 7.